# Río Muco (vattendrag i Colombia, Vichada)
Río Muco är ett vattendrag i Colombia.   Det ligger i departementet Vichada, i den centrala delen av landet, 400 km öster om huvudstaden Bogotá.